# Stopplaats Ruinerwold
Ruinerwold is een voormalige stopplaats aan Staatslijn C tussen Meppel en Groningen. De stopplaats van Ruinerwold lag een paar kilometer buiten het dorp tussen de huidige stations van Meppel en Hoogeveen en was geopend van 1 mei 1870 tot 15 mei 1933.
Het stationsgebouw werd in 1910 gebouwd op de fundamenten van het oude station. Het werd in 1940 gesloopt.
In 1888 vond nabij de stopplaats de treinramp bij Ruinerwold plaats, waarbij twee treinen op elkaar botsten en vijf personen de dood vonden.
0,0: Meppel ·
4,6: Ruinerwold ·
8,4: Koekange ·
14,5: Echten ·
19,8: Hoogeveen ·
29,4: Wijster ·
33,7: Beilen ·
37,8: Oranjekanaal ·
40,5: Hooghalen ·
49,3: Assen ·
56,3: Oudemolen ·
60,1: Vries-Zuidlaren ·
66,4: De Punt ·
71,2: Haren ·
74,2: Groningen Europapark ·
76,9: Groningen